# لتیسیا سدیه
لتیسیا سدیه (فرانسوی: Lætitia Sadier‎؛ زادهٔ ۶ مهٔ ۱۹۶۸) خواننده اهل فرانسه است. او از سال ۱۹۸۷ میلادی تاکنون مشغول فعالیت بوده و بیشتر به‌عنوان یکی از بنیانگذاران گروه موسیقی آوانپاپ استریولب شناخته می‌شود.